# SM UB-4
SM UB-4 – okręt podwodny Cesarstwa Niemieckiego z okresu I wojny światowej.
UB-4 był niewielkim okrętem typu UB I uzbrojonym w dwie torpedy i pojedynczy karabin maszynowy. Okręty podwodne tego typu były przeznaczone do działań w rejonach przybrzeżnych.
W czasie I wojny światowej UB-4 odbył czternaście patroli, w czasie których zatopił trzy statki o łącznej pojemności 10 833 ton. Jednym z zatopionych statków był neutralny „Harpalyce”, który został storpedowany bez ostrzeżenia, pomimo tego że był oznakowany białą flagą (wraz ze statkiem zginęło wówczas piętnastu marynarzy).
UB-4 został zatopiony przez statek-pułapkę HMS „Inverlyon” 15 sierpnia 1915 roku nieopodal Great Yarmouth.
Wrak okrętu został zbadany przez angielskich nurków, którzy wydobyli z niego niemiecką książkę szyfrową oraz mapy niemieckich pól minowych.